# Казанцев Олександр Петрович
Олекса́ндр Петро́вич Каза́нцев (рос. Александр Петрович Казанцев, 20 серпня (2 вересня) 1906, Акмолінськ — пом.13 вересня 2002, Передєлкіно) — радянський та російський письменник-фантаст, а також інженер, шаховий композитор та уфолог.
Він першим в радянській фантастиці використав низку популярних потім ідей і запровадив багато неологізмів. Вважається одним із основоположників радянсько-пропагандистської (згодом також мілітаристсько-шовіністичної), так званої «Молодогвардійської школи» радянської наукової фантастики, проголосивши себе власноруч послідовником та соратником Івана Єфремова. Був одіозним керівником та рушійною силою радянської партноменклатури у фантастиці. Авторитетні російські критики Ігор Халимбаджа, Ігор Можейко та низка інших порівнювали його роль у фантастиці СРСР з роллю Трохима Лисенка у радянській генетиці, та переважну більшість його творів називали графоманськими. На думку помітного російського літературного критика-фантастикознавця Михайла Ковальчука, роман «Фаети» має риси плагіату щодо оригінального роману Б. Р. Брюсса «І планета вибухнула...» (фр. Et la planète sauta...). Казанцев брав найактивнішу та безпосередню участь у цькуванні братів Стругацьких, їхніх друзів, учнів та інших письменників-фантастів, незгодних з загальною лінією КПРС у жанровій літературі, зокрема Євгена та Любові Лукіних. Карикатурний образ Казанцева зображений в одному з епізодів роману «Кульгава доля» братів Стругацьких як малозначущий третьорядний персонаж.
Найпомітнішим твором Казанцева є його дебютний довоєнний науково-фантастичний роман «Палаючий острів».

## Біографія
Олександр Казанцев народився у 1906 в місті Акмолінську (нині столиця незалежного Казахстану Нур-Султан) в сім'ї багатих купців. Майбутній письменник отримав як на той час хорошу та різнобічну освіту, захоплювався музикою (особливо грою на фортепіано), верховою їздою, шахами, і вже у дитинстві робив спроби літературної діяльності, написавши роман про британське колоніальне панування в Індії «Повстання в Індії» (не зберігся). Під час Громадянської війни в Росії батько Олесандра Казанцева початково був мобілізований у армію Колчака, проте його військова частина перейшла на бік Червоної армії, тому додому йому вдалось повернутись героєм війни вже з боку більшовиків. Це дозволило його дітям здобути згодом вищу освіту. Майбутній письменник після закінчення Громадянської війни в 14 років поступив у технічне училище в Омську, а пізніше продовжив навчання в Томському технологічному інституті. Ще студентом розпочав роботу головним механіком металургійного комбінату в Бєлорєцьку. Там молодий інженер зробив свій перший винахід — «електричну гармату», що за його розрахунками могла стріляти як на землі, так і у космосі, та була своєрідним варіантом гармати Гаусса. Своїми розробками Казанцев зумів зацікавити керівництво оборонної промисловості Радянського Союзу, та був запрошений на роботу до Москви. Під час роботи в московському конструкторському бюро Олександр Казанцев отримав запрошення для участі в конкурсі на кращий сценарій науково-фантастичного фільму. У результаті цього з'явився сценарій фільму під назвою «Ареніда», де співавтором Казанцева став директор Ленінградського будинку вчених Ізраїль Шапіро, який і був визнаний кращим на цьому конкурсі. Сценарій був рекомендований до реалізації відомим тодішнім актором та режисером Еггертом, проте він був репресований. У результаті Казанцев дещо переробив текст сценарію, і вже лише під своїм прізвищем розпочав його публікацію під назвою «Палаючий острів» у «Піонерській правді», пізніше паралельно публікацію роману розпочала французька комуністична газета «Юманіте». У цьому романі Казанцев втілив у життя тогочасну радянську утопію про щасливе та дружнє життя усіх радянських людей, та про відсталість та зажерливість капіталістичного Заходу. Пізніше роман неодноразово перероблявся, зокрема у 1957, 1962 та 1975 роках. До другої світової війни письменник також опублікував першу версію роману «Арктичний міст». Це створило значні труднощі в сучасному розумінні роману, адже в ньому по-сусідству знаходяться технічні ідеї та психологія людей як 30-х, так і 60-х років XX століття, у зв'язку із чим роман не сприймається як єдиний літературний твір.

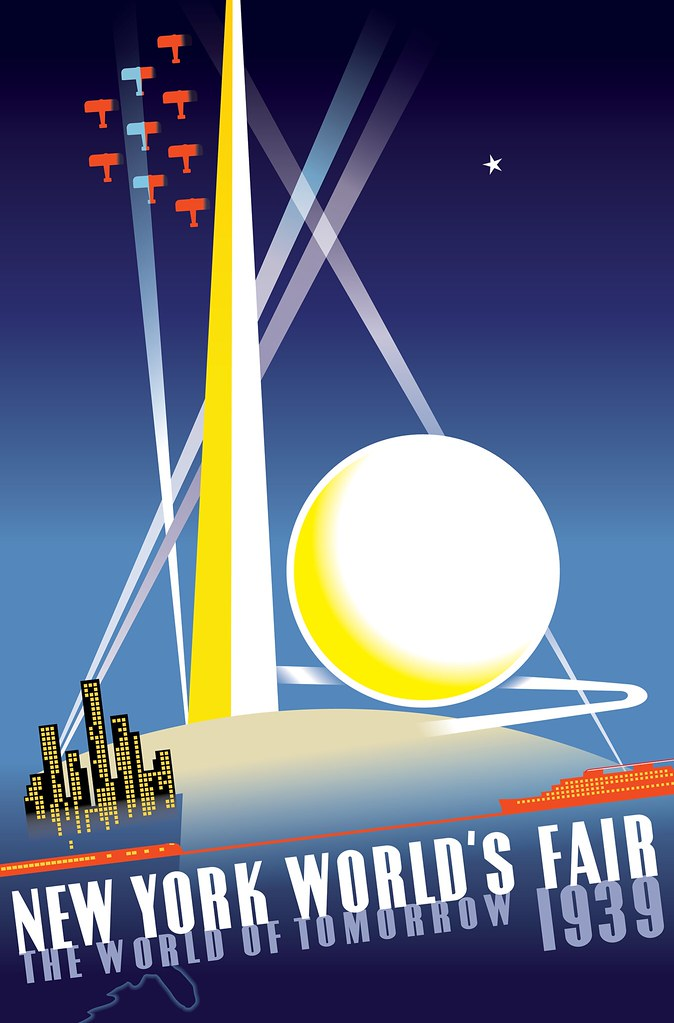
Постер Всесвітньої виставки 1939 року

Олександр Казанцев був головним інженером радянського павільйону на Всесвітній виставці 1939 року, що проводилась в Нью-Йорку на тему «Світ завтрашнього дня». Виставковий ареал виставки займав площу 4,9 км², що досі є не побитим рекордом, приблизна оцінка кількості відвідувачів — близько 44 млн осіб.
Із початку німецько-радянської війни Казанцев був мобілізований у Червону Армію. Командир частини, у яку був мобілізований інженер та письменник, уже був ознайомлений із творчістю Казанцева, відразу запропонував йому посаду свого заступника по технічній частині. Під час війни Казанцев винайшов так звану «сухопутну торпеду», проте, незважаючи на успішні польові випробування, після поразки радянських військ у боях у Криму усі зразки нової зброї довелось знищити. Проте пізніше ці торпеди вдалось відновити, і вони успішно використовувались під час деблокади Ленінграда. У кінці війни Олександр Казанцев отримав звання полковника, та був уповноваженим Державного комітету оборони СРСР по репараціях в Австрії, у рамках яких займався демонтажем місцевих заводів і відправкою їх до СРСР.
Після повернення з армії Олександр Казанцев активно включається у літературну діяльність. Після повідомлень у радянській пресі про атомне бомбардування Хіросіми та Наґасакі, письменник на основі сейсмограм помітив тотожність ядерних вибухів над Японією та вибуху при падінні Тунгуського метеориту. Свої припущення про можливість ядерного вибуху при падінні Тунгуського метеориту письменник опублікував у науково-фантастичному оповіданні «Вибух» у журналі «Наука і життя».
У 1946 році Олександр Казанцев офіційно став членом Спілки письменників СРСР, завдяки цьому він знайомиться із Іваном Єфремовим та Олександром Фадєєвим, а завдяки знайомству із останнім Казанцев мав можливість здійснити два рейси на криголамі «Георгій Сєдов» Північним морським шляхом, наслідком чого стали два оповідання на полярну тематику «Проти вітру» та «Гість із космосу». У цей же час Казанцев переробив свій довоєнний роман «Арктичний міст» у роман «Мол Північний» (пізніші назви «Полярна мрія» та «Підводне сонце»). У кінці 50-х років Казанцев також опублікував роман «Внуки Марса» (пізніша назва — «Планета Бур»), на початку 60-х років письменник також видав роман «Крига повертається». Проте після виходу в світ роману Єфремова «Туманність Андромеди» Казанцев опиняється ніби на узбіччі розвитку радянської фантастики, та, не сприйнявши новаторські тенденції, став на позицію активного консерватизму, витримуючи всі свої твори у рамках вказівок керівництва Комуністичної партії, а при зміні курсу відповідно їх переробляючи. Фактично у 70—80 роках XX століття Казанцев був одним із рецензентів від партійних та державних органів літературних творів у жанрі наукової фантастики. Він також брав активну та безпосередню участь у цькуванні братів Стругацьких та інших письменників-фантастів, незгодних з загальною лінію партії у літературі, зокрема Євгена та Любові Лукіних. Проте, слід зазначити, що Казанцев був одним із небагатьох, хто підтримав Івана Єфремова, коли проти нього розпочались переслідування КДБ.
Повернення письменника до активної літературної діяльності відбулось у кінці 60-х — на початку 70-х років. Тоді Олександр Казанцев написав роман «Сильніше часу», а також трилогію «Фаети». У 1980 році виходить його роман «Купол надії». Усі ці твори написані строго у рамках тогочасної партійної лінії.
У 80-х роках XX століття Казанцев публікує історико-фантастичні романи про П'єра Ферма «Гостріше шпаги» та про Сірано де Бержерака «Клекочуча пустота» (в українському перекладі «Дзвін сонця»).
Також у 80-х — на початку 90-х років письменник публікує космічну утопічну трилогію «Таємниця нуля», «Донкіхоти Всесвіту» та «Через тисячоліття», також написану в дусі керівної лінії Комуністичної партії. У 1981 році Олександр Казанцев став лауреатом премії «Аеліта» за внесок у розвиток науково-фантастичної літератури. У 1981 році він також опублікував свою автобіографію, в якій чітко виклав свої суспільно-політичні погляди, а також про те, яку Казанцев відводив сам собі роль у історії науки та літератури.
Після розпаду СРСР Олександр Казанцев продовжив свою літературну діяльність. У 1997 році письменник видає дилогію «Інші світи», у 2000 році історико-фантастичну дилогію «Зірка Нострадамуса». У 2001 році письменник видав свій останній літературний твір, у співавторстві із сином, Микитою Казанцевим, «Фантаст», який є фантастико-автобіографічним романом. Олександр Казанцев до останніх років життя не зрадив своїх комуністичних переконань, про може свідчити його інтерв'ю одній із російських газет:

Я був і залишаюсь комуністом, голосую тільки за КПРФ — вона не злякалась погроз і заборон, її керівники не кинулись ділити народну власність, не крали, не будували палаців… […] Усяка влада, заснована на грошах, це смерть.
[…] Перемога праці неминуча. Хто скаже інше — збреше.
Оригінальний текст (рос.)
Я был и остаюсь коммунистом, голосую только за КПРФ — она не испугалась угроз и запретов, её руководители не кинулись делить народную собственность, не крали, не строили дворцов… […] Всякая власть, сосредоточенная на деньгах, есть смерть.
[…] Победа труда неизбежна. Кто скажет другое — солжёт.

Помер Олександр Казанцев 13 вересня 2002 року на своїй дачі в Передєлкіно. Похований письменник у Москві на Введенському кладовищі.

## Нагороди
Олександр Казанцев нагороджений орденами Вітчизняної війни, Червоної зірки, Трудового Червоного Прапора, Дружби Народів, орденом «Знак Пошани» та багатьма медалями. У 1996 році Олександру Казанцеву присвоєно звання почесного громадянина Акмоли (тепер Астана) як одному із найвідоміших уродженців міста.

## Уфологія
Олександр Казанцев вважається одним із перших радянських уфологів. Він, зокрема, перший висунув гіпотезу про те, що падіння Тунгуського метеориту могло бути вибухом іншопланетного космічного корабля. Також Казанцев вивчав археологічні знахідки минулого у спробі знайти у них матеріальні докази відвідування представниками інопланетних цивілізацій Землі у минулому, особливо звертаючи увагу на японські статуетки доґу. Також Олександр Казанцев підтримував гіпотезу про існування в минулому між Марсом та Юпітером планети Фаетон, яка загинула під час ймовірної ядерної війни, про що йдеться у його романі «Фаети» (на думку деяких російських літературних критиків, ідея роману запозичена із французького фантастичного роману Б. Р. Брюсса «І планета вибухнула...»).

## Шахова композиція
Олександр Казанцев відомий також як шаховий композитор. З 1926 року він опублікував 70 етюдів, значна частина яких відмічені на конкурсах (8 перших призів). Учасник 5 особистих чемпіонатів СРСР, мав звання міжнародного майстра. У 1964 році Олесандр Казанцев переміг на олімпійських змаганнях із шахової композиції. З 1951 до 1965 року Казанцев був головою комісії по шаховій композиції Шахової федерації СРСР. У книзі «Дар Каїсси» поєднані фантастичні оповідання та шахові етюди автора.
Нижче наведено один із найвідоміших етюдів Казанцева.
|   | a | b | c | d | e | f | g | h |   |
| 8 | e7 чорний пішак · f7 білий король · e6 білий пішак · f6 чорний слон · h6 білий пішак · d5 білий пішак · a4 чорний пішак · d4 чорний король · a3 чорний кінь | e7 чорний пішак · f7 білий король · e6 білий пішак · f6 чорний слон · h6 білий пішак · d5 білий пішак · a4 чорний пішак · d4 чорний король · a3 чорний кінь | e7 чорний пішак · f7 білий король · e6 білий пішак · f6 чорний слон · h6 білий пішак · d5 білий пішак · a4 чорний пішак · d4 чорний король · a3 чорний кінь | e7 чорний пішак · f7 білий король · e6 білий пішак · f6 чорний слон · h6 білий пішак · d5 білий пішак · a4 чорний пішак · d4 чорний король · a3 чорний кінь | e7 чорний пішак · f7 білий король · e6 білий пішак · f6 чорний слон · h6 білий пішак · d5 білий пішак · a4 чорний пішак · d4 чорний король · a3 чорний кінь | e7 чорний пішак · f7 білий король · e6 білий пішак · f6 чорний слон · h6 білий пішак · d5 білий пішак · a4 чорний пішак · d4 чорний король · a3 чорний кінь | e7 чорний пішак · f7 білий король · e6 білий пішак · f6 чорний слон · h6 білий пішак · d5 білий пішак · a4 чорний пішак · d4 чорний король · a3 чорний кінь | e7 чорний пішак · f7 білий король · e6 білий пішак · f6 чорний слон · h6 білий пішак · d5 білий пішак · a4 чорний пішак · d4 чорний король · a3 чорний кінь | 8 |
| 7 | e7 чорний пішак · f7 білий король · e6 білий пішак · f6 чорний слон · h6 білий пішак · d5 білий пішак · a4 чорний пішак · d4 чорний король · a3 чорний кінь | e7 чорний пішак · f7 білий король · e6 білий пішак · f6 чорний слон · h6 білий пішак · d5 білий пішак · a4 чорний пішак · d4 чорний король · a3 чорний кінь | e7 чорний пішак · f7 білий король · e6 білий пішак · f6 чорний слон · h6 білий пішак · d5 білий пішак · a4 чорний пішак · d4 чорний король · a3 чорний кінь | e7 чорний пішак · f7 білий король · e6 білий пішак · f6 чорний слон · h6 білий пішак · d5 білий пішак · a4 чорний пішак · d4 чорний король · a3 чорний кінь | e7 чорний пішак · f7 білий король · e6 білий пішак · f6 чорний слон · h6 білий пішак · d5 білий пішак · a4 чорний пішак · d4 чорний король · a3 чорний кінь | e7 чорний пішак · f7 білий король · e6 білий пішак · f6 чорний слон · h6 білий пішак · d5 білий пішак · a4 чорний пішак · d4 чорний король · a3 чорний кінь | e7 чорний пішак · f7 білий король · e6 білий пішак · f6 чорний слон · h6 білий пішак · d5 білий пішак · a4 чорний пішак · d4 чорний король · a3 чорний кінь | e7 чорний пішак · f7 білий король · e6 білий пішак · f6 чорний слон · h6 білий пішак · d5 білий пішак · a4 чорний пішак · d4 чорний король · a3 чорний кінь | 7 |
| 6 | e7 чорний пішак · f7 білий король · e6 білий пішак · f6 чорний слон · h6 білий пішак · d5 білий пішак · a4 чорний пішак · d4 чорний король · a3 чорний кінь | e7 чорний пішак · f7 білий король · e6 білий пішак · f6 чорний слон · h6 білий пішак · d5 білий пішак · a4 чорний пішак · d4 чорний король · a3 чорний кінь | e7 чорний пішак · f7 білий король · e6 білий пішак · f6 чорний слон · h6 білий пішак · d5 білий пішак · a4 чорний пішак · d4 чорний король · a3 чорний кінь | e7 чорний пішак · f7 білий король · e6 білий пішак · f6 чорний слон · h6 білий пішак · d5 білий пішак · a4 чорний пішак · d4 чорний король · a3 чорний кінь | e7 чорний пішак · f7 білий король · e6 білий пішак · f6 чорний слон · h6 білий пішак · d5 білий пішак · a4 чорний пішак · d4 чорний король · a3 чорний кінь | e7 чорний пішак · f7 білий король · e6 білий пішак · f6 чорний слон · h6 білий пішак · d5 білий пішак · a4 чорний пішак · d4 чорний король · a3 чорний кінь | e7 чорний пішак · f7 білий король · e6 білий пішак · f6 чорний слон · h6 білий пішак · d5 білий пішак · a4 чорний пішак · d4 чорний король · a3 чорний кінь | e7 чорний пішак · f7 білий король · e6 білий пішак · f6 чорний слон · h6 білий пішак · d5 білий пішак · a4 чорний пішак · d4 чорний король · a3 чорний кінь | 6 |
| 5 | e7 чорний пішак · f7 білий король · e6 білий пішак · f6 чорний слон · h6 білий пішак · d5 білий пішак · a4 чорний пішак · d4 чорний король · a3 чорний кінь | e7 чорний пішак · f7 білий король · e6 білий пішак · f6 чорний слон · h6 білий пішак · d5 білий пішак · a4 чорний пішак · d4 чорний король · a3 чорний кінь | e7 чорний пішак · f7 білий король · e6 білий пішак · f6 чорний слон · h6 білий пішак · d5 білий пішак · a4 чорний пішак · d4 чорний король · a3 чорний кінь | e7 чорний пішак · f7 білий король · e6 білий пішак · f6 чорний слон · h6 білий пішак · d5 білий пішак · a4 чорний пішак · d4 чорний король · a3 чорний кінь | e7 чорний пішак · f7 білий король · e6 білий пішак · f6 чорний слон · h6 білий пішак · d5 білий пішак · a4 чорний пішак · d4 чорний король · a3 чорний кінь | e7 чорний пішак · f7 білий король · e6 білий пішак · f6 чорний слон · h6 білий пішак · d5 білий пішак · a4 чорний пішак · d4 чорний король · a3 чорний кінь | e7 чорний пішак · f7 білий король · e6 білий пішак · f6 чорний слон · h6 білий пішак · d5 білий пішак · a4 чорний пішак · d4 чорний король · a3 чорний кінь | e7 чорний пішак · f7 білий король · e6 білий пішак · f6 чорний слон · h6 білий пішак · d5 білий пішак · a4 чорний пішак · d4 чорний король · a3 чорний кінь | 5 |
| 4 | e7 чорний пішак · f7 білий король · e6 білий пішак · f6 чорний слон · h6 білий пішак · d5 білий пішак · a4 чорний пішак · d4 чорний король · a3 чорний кінь | e7 чорний пішак · f7 білий король · e6 білий пішак · f6 чорний слон · h6 білий пішак · d5 білий пішак · a4 чорний пішак · d4 чорний король · a3 чорний кінь | e7 чорний пішак · f7 білий король · e6 білий пішак · f6 чорний слон · h6 білий пішак · d5 білий пішак · a4 чорний пішак · d4 чорний король · a3 чорний кінь | e7 чорний пішак · f7 білий король · e6 білий пішак · f6 чорний слон · h6 білий пішак · d5 білий пішак · a4 чорний пішак · d4 чорний король · a3 чорний кінь | e7 чорний пішак · f7 білий король · e6 білий пішак · f6 чорний слон · h6 білий пішак · d5 білий пішак · a4 чорний пішак · d4 чорний король · a3 чорний кінь | e7 чорний пішак · f7 білий король · e6 білий пішак · f6 чорний слон · h6 білий пішак · d5 білий пішак · a4 чорний пішак · d4 чорний король · a3 чорний кінь | e7 чорний пішак · f7 білий король · e6 білий пішак · f6 чорний слон · h6 білий пішак · d5 білий пішак · a4 чорний пішак · d4 чорний король · a3 чорний кінь | e7 чорний пішак · f7 білий король · e6 білий пішак · f6 чорний слон · h6 білий пішак · d5 білий пішак · a4 чорний пішак · d4 чорний король · a3 чорний кінь | 4 |
| 3 | e7 чорний пішак · f7 білий король · e6 білий пішак · f6 чорний слон · h6 білий пішак · d5 білий пішак · a4 чорний пішак · d4 чорний король · a3 чорний кінь | e7 чорний пішак · f7 білий король · e6 білий пішак · f6 чорний слон · h6 білий пішак · d5 білий пішак · a4 чорний пішак · d4 чорний король · a3 чорний кінь | e7 чорний пішак · f7 білий король · e6 білий пішак · f6 чорний слон · h6 білий пішак · d5 білий пішак · a4 чорний пішак · d4 чорний король · a3 чорний кінь | e7 чорний пішак · f7 білий король · e6 білий пішак · f6 чорний слон · h6 білий пішак · d5 білий пішак · a4 чорний пішак · d4 чорний король · a3 чорний кінь | e7 чорний пішак · f7 білий король · e6 білий пішак · f6 чорний слон · h6 білий пішак · d5 білий пішак · a4 чорний пішак · d4 чорний король · a3 чорний кінь | e7 чорний пішак · f7 білий король · e6 білий пішак · f6 чорний слон · h6 білий пішак · d5 білий пішак · a4 чорний пішак · d4 чорний король · a3 чорний кінь | e7 чорний пішак · f7 білий король · e6 білий пішак · f6 чорний слон · h6 білий пішак · d5 білий пішак · a4 чорний пішак · d4 чорний король · a3 чорний кінь | e7 чорний пішак · f7 білий король · e6 білий пішак · f6 чорний слон · h6 білий пішак · d5 білий пішак · a4 чорний пішак · d4 чорний король · a3 чорний кінь | 3 |
| 2 | e7 чорний пішак · f7 білий король · e6 білий пішак · f6 чорний слон · h6 білий пішак · d5 білий пішак · a4 чорний пішак · d4 чорний король · a3 чорний кінь | e7 чорний пішак · f7 білий король · e6 білий пішак · f6 чорний слон · h6 білий пішак · d5 білий пішак · a4 чорний пішак · d4 чорний король · a3 чорний кінь | e7 чорний пішак · f7 білий король · e6 білий пішак · f6 чорний слон · h6 білий пішак · d5 білий пішак · a4 чорний пішак · d4 чорний король · a3 чорний кінь | e7 чорний пішак · f7 білий король · e6 білий пішак · f6 чорний слон · h6 білий пішак · d5 білий пішак · a4 чорний пішак · d4 чорний король · a3 чорний кінь | e7 чорний пішак · f7 білий король · e6 білий пішак · f6 чорний слон · h6 білий пішак · d5 білий пішак · a4 чорний пішак · d4 чорний король · a3 чорний кінь | e7 чорний пішак · f7 білий король · e6 білий пішак · f6 чорний слон · h6 білий пішак · d5 білий пішак · a4 чорний пішак · d4 чорний король · a3 чорний кінь | e7 чорний пішак · f7 білий король · e6 білий пішак · f6 чорний слон · h6 білий пішак · d5 білий пішак · a4 чорний пішак · d4 чорний король · a3 чорний кінь | e7 чорний пішак · f7 білий король · e6 білий пішак · f6 чорний слон · h6 білий пішак · d5 білий пішак · a4 чорний пішак · d4 чорний король · a3 чорний кінь | 2 |
| 1 | e7 чорний пішак · f7 білий король · e6 білий пішак · f6 чорний слон · h6 білий пішак · d5 білий пішак · a4 чорний пішак · d4 чорний король · a3 чорний кінь | e7 чорний пішак · f7 білий король · e6 білий пішак · f6 чорний слон · h6 білий пішак · d5 білий пішак · a4 чорний пішак · d4 чорний король · a3 чорний кінь | e7 чорний пішак · f7 білий король · e6 білий пішак · f6 чорний слон · h6 білий пішак · d5 білий пішак · a4 чорний пішак · d4 чорний король · a3 чорний кінь | e7 чорний пішак · f7 білий король · e6 білий пішак · f6 чорний слон · h6 білий пішак · d5 білий пішак · a4 чорний пішак · d4 чорний король · a3 чорний кінь | e7 чорний пішак · f7 білий король · e6 білий пішак · f6 чорний слон · h6 білий пішак · d5 білий пішак · a4 чорний пішак · d4 чорний король · a3 чорний кінь | e7 чорний пішак · f7 білий король · e6 білий пішак · f6 чорний слон · h6 білий пішак · d5 білий пішак · a4 чорний пішак · d4 чорний король · a3 чорний кінь | e7 чорний пішак · f7 білий король · e6 білий пішак · f6 чорний слон · h6 білий пішак · d5 білий пішак · a4 чорний пішак · d4 чорний король · a3 чорний кінь | e7 чорний пішак · f7 білий король · e6 білий пішак · f6 чорний слон · h6 білий пішак · d5 білий пішак · a4 чорний пішак · d4 чорний король · a3 чорний кінь | 1 |
|   | a | b | c | d | e | f | g | h |   |

Вирішення. 1.d6! Кb5 2.de Крe5 3.е8К! Сh8 4.h7 a3 5.Крg8 Кр: e6 6.Кр: h8 Крf7! 7.Кd6+! Крf8 8.К: b5 a2 9.Кd4! a1Л! 10.Кe6+ Крf7 11.Кd8+ Крg6! 12.Крg8 Лa8 13.h8К+! Крh5 14.Кhf7 нічия. Зверніть увагу: в порівнянні з початковою позицією відбулась повна зміна фігур!

Додатковий варіант: 1…Кc4 2.de Крe5 3.е8К! Сh8 4.h7 a3 5.Крg8 Кр: e6 6.Кр: h8 Крf7! 7.Кd6+! Крf8 8.К: c4 a2 9.Кe5! a1Л! 10.Кd7+ Крf7 11.Кe5+ Крf6 12.Кd7+ та вічний шах

## Особисте життя
Олександр Казанцев був тричі одружений. У письменника було 4 дітей, його старша дочка Ніна була однією із перших в СРСР жінок-атомниць, брала участь у створенні радянської ядерної зброї. Його син Микита відомий учений-комп'ютерник та співавтор батька по роману «Фантаст».

## Цитати Олександра Казанцева
«Вплив бездумного передруковування американської фантастики у нас у СРСР безумовно відбивається на шляхах та пошуку молодих фантастів. І погану послугу роблять їм деякі семінари, що проводяться під егідою Ради з наукової фантастики і пригод Спілки письменників СРСР. Як приклад такої поганої послуги можна вказати на рецензію тов. Войскунського на запропоновану збірку Лукіних „Ти, і ніхто інший“, де він посилається на своє знайомство з авторами на семінарі в Малєєвці і де він всіляко підтримує напрямок їх творчості. Доводиться лише щиро жалкувати про це, тому що цей рецензент за своїми літературними поглядами різко розходиться із рішеннями колегії Держкомвидаву СРСР, де головним у науковій фантастиці було визнано створення творів, які б приваблювали молодих читачів, прищеплювали їм інтерес до науки і техніки та сприяли б відродженню інтересу молоді до технічних вишів, який останніми роками ослабився, приносячи нам збиток у справі розвитку науково-технічної революції, оскільки в технічні виші йдуть усе менш здібні та підготовлені молоді люди.
Як бачимо, ідеологічна боротьба проходить не лише між нашим соціалістичним табором та капіталістичним світом, але й навіть усередині нашої країни, а саме, в області науково-фантастичної літератури.
І тому, звичайно, будь-яка книга в улюбленому читачами жанрі наукової фантастики не може розглядатися без урахування рішення колегії Держкомвидаву, про яке я згадував. І мені, як члену редколегії Держкомвидаву СРСР із міжвидавничої тридцатитомної бібліотеки наукової фантастики, щиро шкода, що керівництво товаришів войскунських на семінарах заводить початкуючих фантастів у безвихідь.
Я зупинився на усьому цьому, щоб проаналізувати ті обставини, які впливають на становлення нових письменників-фантастів. Не можна забувати критичнких завивань недавнього часу апологетів так званої „філософської фантастики“ (не обов'язковоо марксистської), де одну із головних скрипок грав „критик“ Нудельман, який тепер віщує перед мікрофоном радіостанції „Свобода“, виявившись агентом ЦРУ.
Мені, найстаршому з фантастів, доводиться, не складаючи ідеологічної зброї, постійно боротися зі всіма відхиленнями від твердої позиції партійної літератури, знаходячи підтримку в обличчі Держкомвидаву СРСР, і сприймаю звернення Держкомвидаву РРФСР як вияв цієї ж партійної позиції, відображеній у свій час у ряді виступів журналу „Коммунист“, „Журналист“ та інших видань, де критикувалась основна позиція апологетів філософської фантастики про право на зображення майбутнього із самих різних ідейних позицій, що прямо перекликається з такою цитатою, взятою мною із журналу „Америка“ (№ 159) „Суттєва різниця між старими утопічними творами (Томас Мор, Кампанелла, О. К.) і новим утопізмом складає те, що перші пропонували дуже мало… суспільство як таке, грало другорядну роль і структура його залежала лише від мислення самого письменника (К. Маркс, Ф. Енгельс, В. Ленін! О. К.). Нова ж література про майбутнє основну роль відводить суспільству і далі більше: вона пропонує багато варіантів (!! О. К.), із яких можна вибрати кращий із усіх можливих майбутніх світів (звичайно ж, не марксистський! О. К.)“ Якщо порівнювати заклики апологетів „філософської фантастики“, починаючи з Нудельмана, то ця цитата із журналу „Америка“ цілком збігається з їхніми висловлюваннями. Дійсно, ідеологічна боротьба проходить не лише між таборами соціалізму й капіталізму, а й усередині нашої країни, де її дуже зручно маскувати під вільну фантастику, що робив сумнівно відомий Абрам Терц (тобто Синявський, який емігрував після відбуття покарання).
Я вже сказав, що до наукової фантастики оповідання Лукіних відношення не мають, вони нікуди не кличуть читача, не заражають його ідеями, не пробуджують у нього тягу до знань, не направляють шляхи молодих людей до технічних вишів.
У цьому значенні хочу відмітити коректну, проте строгу критику рецензента Ю. Тупіцина, який прагне до вказаної мною мети, нехай і без конкретних пропозицій авторам, надавши оцінку досвідченого фантаста і комуніста. І поряд із цим благодушну рецензію тов. Войскунського, який поряд із його керівництвом, судячи з його ж слів у рецензії, семінару молодих у Малєєвці, відображає протилежну тенденцію в ідеологічній боротьбі, яка розгортається в області фантастики, як найбільш затемненій у цьому відношенні частині радянської літератури. Адже так легко сказати, як говорив Абрам Терц (Синявський) на суді — „Це ж фантастика!“, маючи на увазі свої антирадянські пасквілі.»
Оригінальний текст (рос.)
Влияние бездумного перепечатывания американской фантастики у нас в СССР безусловно сказывается на путях и исканиях молодых фантастов. И плохую услугу оказывает им некоторые семинары, проводимые под эгидой Совета по научной фантастике приключениям Союза писателей СССР. В качестве такой плохой услуги можно указать на рецензию тов. Войскунского на предлагаемый сборник Лукиных "Ты, и никто другой", где он ссылается на свое знакомство с авторами на семинаре в Малеевке и где он всячески поддерживает направление их творчества. Приходится лишь искренне сожалеть об этом, ибо этот рецензент по своим литературным воззрениям резко расходится с решениями коллегии Госкомиздата СССР, где главным в научной фантастике было признано создание произведений, которые бы увлекали молодых читателей, прививали им интерес к науке и технике и способствовали бы возрождению интереса молодежи к техническим втузам, который ослаб за последние годы, нанося урон нам в деле развития научно-технической революции, поскольку во втузы идут все менее способные и подготовленные молодые люди.
Как видим, идеологическая борьба происходит не только между нашим социалистическим лагерем и капиталистическим миром, но и даже внутри нашей страны, в частности, в области научно-фантастической литературы.
И потому, конечно, любая книга в любимом читателями жанре научной фантастики не может рассматриваться без учета решений коллегии Госкомиздата, о которой я упомянул. И мне, как члену редколлегии Госкомиздата СССР по межиздательской тридцатитомной библиотеке научной фантастики, искренне жаль, что руководство товарищей войскунских на семинарах заводит начинающих фантастов в тупик.
Я остановился на всем этом, чтобы проанализировать ту обстановку, которая влияет на становление новых писателей фантастов. Нельзя забыть критических завываний недавнего времени апологетов так называемой "философской фантастики" (не обязательно марксистской), где одну из главных скрипок играл "критик" Нудельман, который вещает теперь перед микрофоном радиостанции "Свобода", оказавшись агентом ЦРУ.
Мне, старейшему из фантастов, приходится, не складывая идеологического оружия, постоянно бороться со всеми отклонениями от твердой позиции партийной литературы, найдя поддержку в лице Госкомиздата СССР, и воспринимаю обращение Госкомиздата РСФСР как проявление той же партийной позиции, отраженной в свое время в ряде выступлений журнала "Коммунист", "Журналист" и др. изданий, где подвергнута была критике основная позиция апологетов философской фантастики о праве на изображение будущего с самых разных идейных позиций, что прямо перекликается с такой цитатой, взятой мною из журнала "Америка" (№ 159) "Существенная разница между старыми утопическими произведениями (Томас Мор, Кампанелла, А.К.) и новым утопизмом заключается в том, что первые предлагали очень мало... общество как таковое, играло второстепенную роль и структура его зависела лишь от мышления самого писателя (К. Маркс, Ф. Энгельс, В. Ленин! А.К.). Новая же литература о будущем основную роль отводит обществу и дальше больше: она предполагает множество вариантов (!! А.К.), из которых можно выбрать лучший из всех возможных будущих миров (конечно же, не марксистский! А.К.)" Если сравнивать призывы апологетов "философской фантастики", начиная с Нудельмана, то эта цитата из журнала "Америка" целиком совпадает с их высказываниями. Действительно, идеологическая борьба происходит не только между лагерями социализма и капитализма, но даже и внутри нашей страны, где ее очень удобно маскировать под свободную фантастику, что делал небезызвестный Абрам Терц (эмигрировавший после отбытия заключения Синявский).
Я уже сказал, что к научной фантастике рассказы Лукиных отношения не имеют, они никуда не зовут читателя, не заражают его идеями, не возбуждают у него тягу к знаниям, не направляют пути молодых людей во втузы.
В этом смысле хочу отметить корректную, но строгую критику рецензента Ю. Тупицына, стремящегося к указанной мной цели, пусть без конкретных предложений авторам, дав оценку опытного фантаста и коммуниста. И наряду с этим благодушную рецензию тов. Войскунского, который наряду с его руководством, судя по его же словам в рецензии, семинара молодых в Малеевке отражает противоположную тенденцию в идеологической борьбе, которая развертывается в области фантастики, как наиболее затемненной в этом отношении части советской литературы. Ведь так легко сказать, как говорил Абрам Терц (Синявский) на суде — "Это же фантастика!", имея в виду свои антисоветские пасквили.

## Цікаві факти
- На думку деяких російських журналістів, Казанцев придумав та ввів у російську мову понад 100 нових слів, серед яких, зокрема, іншопланетяни (рос. инопланетяне) та (за однією з версій) вертоліт (рос. вертолет)[17].
- Казанцев був одним з двох прототипів Амвросія Амбруазовича Вибігалло із творів братів Стругацьких «Понеділок розпочинається в суботу» та «Казка про Трійку». Другим та головним прототипом був Трохим Денисович Лисенко[18].